# Dirección de Inteligencia
Die Dirección de Inteligencia (span.: für Nachrichtendienstliches Direktorat; Abkürzung: DI), früher bekannt als Dirección General de Inteligencia oder DGI, ist der größte staatliche Auslandsgeheimdienst der Regierung Kubas. Er wurde im Jahre 1961 kurz nach der Revolution gegründet und ist dem kubanischen Innenministerium MININT zugeordnet. Das DI hat die Verantwortung für sämtliche Aufklärungsdienste im Ausland. Es umfasst sechs Abteilungen, welche in zwei Kategorien unterteilt sind: in Operativeinheiten und Unterstützungseinheiten. Manuel Piñeiro, bekannt als „Barba Roja“ („Rotbart“), war der erste Chef des Geheimdienstes. Seine Amtszeit dauerte bis 1964.
Ein weiterer prominenter Leiter war General Jesús Bermúdez Cutiño. Er wurde 1989 im Zuge der Affäre um General Arnaldo Ochoa nominiert, dem illegale Drogengeschäfte nachgesagt wurden. Das Hauptquartier des DI befindet sich in Havannas Stadtteil Vedado, Ecke Línea und A. Heutiger Chef des DI ist Brigadegeneral Eduardo Delgado Rodríguez.

## Aufbau
Die DI operiert hauptsächlich in den Bereichen Wirtschaft und Politik, die auf folgende Gebiete eingeteilt ist:
- Nordamerika
- Westeuropa
- Osteuropa
- Afrika-Asien-Latein Amerika

Die Unterstützungsgruppe betätigt sich in den Bereichen Analyse, Kommunikation und für Einsätze notwendige Auswertung.

## Rekrutierungstechniken
Das DI hat seine eigene Ausbildungsakademie mit einem fünfjährigen Studiengang. Deren Absolventen werden meist zuerst mit Ermittlungsaufgaben innerhalb des Ministeriums betraut, zumeist im Bereich der Gegenspionage. Jedoch werden auch Studenten regulärer Studiengänge, größtenteils der Sprachen, Geschichte, Kommunikation und Soziologie, angeworben. Dies geschieht normalerweise im zweiten Studienjahr. Nach Abschluss ihrer universitären Ausbildung werden sie für einige Monate einer geheimdienstlichen Ausbildung unterzogen. Nach ungefähr einem Jahr erhalten sie den Dienstgrad eines Leutnants.

## Beziehungen zum KGB
Die Beziehungen zwischen dem sowjetischen Geheimdienst KGB und dem kubanischen DI waren schwierig und schwankten zwischen sehr enger Zusammenarbeit und Zeiten extremer Konkurrenz. Die Sowjets sahen die neue revolutionäre Regierung Kubas als einen exzellenten Vertreter in Gebieten weltweit, in denen die Präsenz der Sowjetunion auf lokaler Ebene unerwünscht war. Nikolaj Leonow, KGB-Chef in Mexiko-Stadt, war einer der ersten, der Fidel Castros revolutionäres Potential erkannte und seine Regierung auf eine engere Zusammenarbeit mit dem neuen kubanischen Führer drängte. Moskau erkannte den Reiz Kubas, den es auf neue revolutionäre Bewegungen, westliche Intellektuelle und Mitglieder der Neuen Linken ausübte, indem der David Kuba den Goliath in Form der imperialistischen USA die Stirn bot. 1963, nach der kubanischen Raketenkrise, wurden rund 1500 DI-Agenten, darunter auch Che Guevara, in das Moskauer KGB-Ausbildungszentrum eingeladen, um sie einem intensiven nachrichtendienstlichen Training zu unterziehen.
Bestürzt ob der kubanischen Debakel im Kongo und in Bolivien sowie der zunehmenden Unabhängigkeit der kubanischen Regierung von Moskau suchten die Sowjets Einfluss auf den DI zu gewinnen. Im Jahre 1970 wurde ein Team von KGB-Beratern unter Leitung von General Wiktor Semjonow nach Kuba gesandt, um das DI von nach ihrer Auffassung anti-sowjetischen Beamten und Agenten zu säubern. Manuel Piñeiro war zunehmend unzufrieden mit der Kooptation des DI durch die Sowjets. Während der 1970er Säuberungen wurde er durch den pro-sowjetischen José Méndez Cominches als Chef des DI ersetzt. Semjonow nahm gleichzeitig die Gelegenheit wahr, die schnell wachsenden westlichen Operationen zu überprüfen. 1971 waren beispielsweise rund 70 Prozent der kubanischen Diplomaten in London DI-Agenten und erwiesen sich für die Sowjets als unschätzbarer Wert, nachdem die britische Regierung eine Massenausweisung sowjetischer Geheimdienstleute vornahm.
1962 installierte die Sowjetunion ihre größte im Ausland befindliche Abhörstation, bekannt als Lourdes-Abhör-Station, etwa 50 Kilometer außerhalb Havannas. Die Station soll ein Gebiet von 73 km² umfasst haben. Zwischen 1000 und 1500 sowjetische (und später russische) Ingenieure, Techniker und Militärpersonal soll dort beschäftigt gewesen sein. Leute, die diese Basis kennen bestätigten, dass dort verschiedene Gruppen von Satelliten-Verfolgungs-Antennen, Abhöranlagen für Telefon-, Fax- und Computerkommunikation.
Außerdem arbeiteten die Sowjets mit dem DI zusammen, um den CIA-Überläufer Philip Agee bei der Veröffentlichung des Covert Action Information Bulletin. Das Bulletin wurde vom KGB finanziert, während der DI als Ghostwriter für viele Artikel gedient haben soll.

## Aktivitäten in den USA
Als eine der bekanntesten Agentinnen der DI in den USA gilt die ehemalige Abteilungsleiterin des US-Militänachrichtendienstes Defense Intelligence Agency (DIA) Ana Montes. Sie arbeitete als führende Analystin des DIA speziell zu Kuba, jedoch auch zu Operationen in Mittel- und Südamerika allgemein. Über 16 Jahre hinweg von 1985 bis zu ihrer Verhaftung 2001 lieferte sie Informationen zu US-Aktivitäten in Mittel- und Südamerika nach Havanna. Montes gilt als Überzeugungstäterin und wurde für ihre Spionagetätigkeit nicht entlohnt. Sie sitzt bis mindestens 2023 eine Haftstrafe in Isolationshaft eines Militärgefängnisses ab.

## Außerstaatliche Operationen
Während seiner 50-jährigen Geschichte unterstützte das DI aktiv verschiedene revolutionäre Bewegungen, vor allem in Zentral- und Südamerika, in Afrika sowie im Nahen Osten. Außerdem sollen kubanische DGI-Agenten während des Vietnamkriegs US-Kriegsgefangene befragt und gefoltert haben.

### Chile
Kurz nach der Wahl von Salvador Allende im November 1970 begann das DI darauf hinzuarbeiten, Allendes prekäre Position zu verbessern. Der örtliche DI-Chef Luis Fernandez Oña heiratete Allendes Tochter Beatrice, die dann später in Kuba Selbstmord beging. Das DI organisierte eine internationale Brigade, die Aktionen tausender linksgerichteter Aktivisten organisierte und koordinierte, die kurz nach der Wahl Allendes nach Chile kamen. Sie bestand aus kubanischen DI-Agenten, sowjetischen, tschechischen und nordkoreanischen Militärausbildern und Waffenlieferanten sowie militanten Mitgliedern der spanischen und portugiesischen kommunistischen Parteien.

### Grenada
Kurz nach dem unblutigen Staatsstreich in Grenada, angeführt von Maurice Bishop, sandte das DI Berater in den Antillenstaat, um Bishop zu unterstützen. Außerdem überredete das DI die Sowjetunion, den Inselstaat zu unterstützen, Hilfe, die der grenadische General Hudson Austin als lebensnotwendig für die karibische antiimperialistische Bewegung bezeichnete. Das DI koordinierte 780 kubanische Ingenieure und Geheimdienstagenten.

### Nicaragua
Anfang 1967 begann das DI damit, die Kontakte mit verschiedenen nicaraguanischen revolutionären Organisationen zu festigen. Die Sowjets waren verärgert über die Tatsache, dass die Kubaner dem KGB in Nicaragua die Show stahlen. Bis 1970 trainierte das DI hunderte Befehlshaber der sandinistischen Guerillatruppe und hatte enormen Einfluss auf diese Organisation. Im Jahre 1969 organisierte und finanzierte das DI eine Operation zur Befreiung des sandinistischen Kommandanten Carlos Fonseca aus seinem Gefängnis in Costa Rica. Fonseca wurde zwar kurz darauf erneut aufgegriffen und festgenommen, jedoch nachdem ein Flugzeug mit Managern der United Fruit Company durch die Sandinistische Befreiungsfront FSLN entführt wurde, wurde er freigelassen und seine Ausreise nach Kuba gestattet. DI-Chef Manuel Piñeiro merkte daraufhin an, dass von allen Aktivitäten seines Dienstes in den lateinamerikanischen Ländern die in Nicaragua die aktivste gewesen sei.
Das DI unterstützte die FSLN außerdem, mit Fidel Castros ausdrücklicher Zustimmung, bei dem fehlgeschlagenen Mordanschlag auf Turner B. Shelton, dem US-Botschafter in Managua und engen Freund der Somoza-Familie. Der FSLN gelang es, gegen den Austausch von Geiseln, eine Flucht nach Kuba sowie ein Millionen-Lösegeld zu sichern.
Nach der erfolgreichen Vertreibung von Anastasio Somoza wuchs die Mitwirkung des DI an der neuen sandinistischen Regierung recht schnell. Ein früher Indikator einer führenden Rolle des DI in den kubanisch-nicaraguanischen Beziehungen stellte das Treffen am 27. Juli 1979 in Havanna dar, wo die diplomatischen Beziehungen zwischen beiden Staaten nach über 25 Jahren erneuert wurden. Julián López Díaz, ein bekannter DI-Agent wurde zum Botschafter in Nicaragua ernannt.
Die Anzahl kubanischer Militär- und Geheimdienstberater, erstmals während des sandinistischen Aufstands ins Land gekommen, sollte auf eine Zahl von mehr als 2500 anwachsen und auf sämtlichen Ebenen der neuen nicaraguanischen Regierung tätig sein. Der sandinistische Überläufer Alvaro Baldizón bestätigte, dass der kubanische Einfluss auf das nicaraguanische Innenministerium (MINT) weit größer war, als zu dieser Zeit weitestgehend angenommen. Kubanische „Vorschläge“ und „Beobachtungen“ sollen wie Befehle behandelt worden sein.

### Puerto Rico
Mit der Unterdrückung und Zerschlagung linksgerichteter Untergrundorganisationen, wie Weather Underground oder die Black Panthers durch die US-Regierung versuchte das DI die puerto-ricanische Separatistenbewegung zu unterstützen.
Danial James sagte vor einem Subkomitee des US-Senats aus, dass das DGI 1974, durchgeführt durch Filiberto Ojeda Ríos, die Nationale Befreiungsarmee Puerto Ricos aufgebaut und ausgebildet habe. Ríos wurde 1974 verhaftet und wegen terroristischer Anschläge auf puerto-ricanische Hotels angeklagt. Man fand bei ihm eine große Anzahl Dokumente von der kubanischen Regierung sowie Geheimcodes. Kurz nach seiner Freilassung auf Kaution verschwand er, wurde aber für die im Jahre 1979 erfolgte Vereinigung der fünf führenden terroristischen Gruppen Puerto Ricos zum kubanisch geführten National Revolutionary Command (CRN).
Laut dem ehemaligen Chef-Aufklärer des US-Senats, Alfonso Tarabochia, begann das DGI Anfang 1974 kriminelle Aktionen in Puerto Rico sowie den östlichen und mittel-westlichen Vereinigten Staaten zu führen. Im Juni desselben Jahres traf sich der Generalsekretär der Puerto-ricanischen Sozialistischen Partei, Juan Marí Bras, in Havanna mit Fidel Castro, um die Solidarität zwischen den Parteien zu stärken.
Ab September 1974 häuften sich die Bombenanschläge durch puerto-ricanische Extremisten, unter anderem der FALN. Ziele waren beispielsweise US-Unternehmen und öffentliche Einrichtungen. Die FALN war beispielsweise für ein Bombenattentat auf das historische Restaurant Fraunces Tavern in Manhattan am 25. Januar 1975 verantwortlich. Später in diesem Jahr veranstaltete die kubanische Regierung in Havanna die 1. Weltsolidaritätskonferenz für die Unabhängigkeit Puerto Ricos.
Ríos wurde am 23. September 2005 in einem Dorf bei Hormigueros in Puerto Rico durch das FBI getötet.